# Gironico

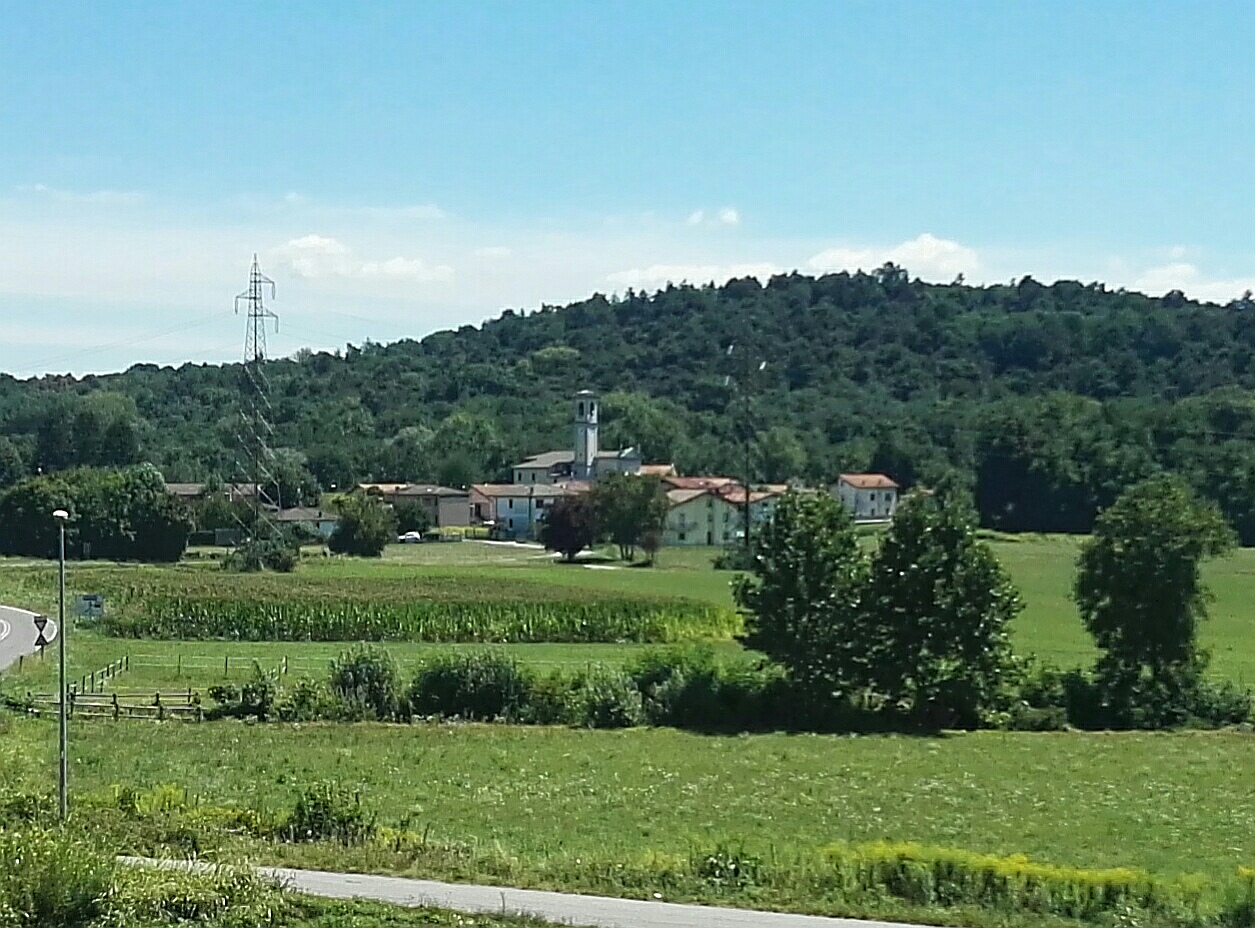
Gironico (Colverde, Como, Italien) 2020

Gironico ist ein Ort in der Gemeinde Colverde und war bis 2014 eine selbständige Gemeinde in der italienischen Provinz Como in der Region Lombardei. Gironico liegt nahe der Grenze zur Schweiz. Ortsheilige sind die Heiligen Nazario und Celso.
Gironico schloss sich am 14. Februar 2014 mit den Gemeinden Drezzo und Parè zur neuen Gemeinde Colverde zusammen. Die Gemeinde hatte am 31. Dezember 2013 2219 Einwohner auf einer Fläche von 4,5 km². Zur Gemeinde gehörten die Fraktionen Gironico al Monte und Salvadonica. Nachbargemeinden waren Cavallasca, Lurate Caccivio, Montano Lucino, Olgiate Comasco, Parè, Villa Guardia.